# Life of Chuck
Pour plus de détails, voir Fiche technique et Distribution.
Life of Chuck ou La vie de Chuck (The Life of Chuck) au Québec est un film américain réalisé par Mike Flanagan et sorti en 2024. Il s'agit d'une adaptation du roman court La Vie de Chuck de Stephen King, paru en 2020 dans le recueil Si ça saigne.
Il est présenté en avant-première au festival international du film de Toronto 2024 où il remporte le People's Choice Awards.

## Synopsis
L'intrigue est présentée en chronologie inversée. Le film commence donc par l'acte 3. Les titres des chapitres sont ceux apparaissant à l'écran avec leur traduction en sous-titres français indiquée entre parenthèses.

### Act Three: Thanks, Chuck(«Acte Trois: Merci, Chuck»)
Marty Anderson, professeur d'un collège, observe plusieurs événements inhabituels dans le monde : des catastrophes naturelles (notamment en Californie) ainsi que la perte d'Internet à l'échelle mondiale. Par ailleurs, Des panneaux d'affichage et des publicités apparaissent un peu partout. Ils contiennent la photo d'un comptable nommé Charles « Chuck » Krantz, avec les mots « "Charles Krantz: 39 Great Years! Thanks, Chuck! » (« Charles Krantz : 39 années formidables ! Merci, Chuck ! »). L'ex-femme de Marty, une infirmière nommée Felicia Gordon, l'appelle pour échanger sur ces évènements. Ils se demandent si la fin de l'univers n'est pas proche. Tous deux commencent à voir d'autres catastrophes et phénomènes surnaturels. Après avoir perdu le téléphone et l'électricité, Marty se rend chez Felicia à pieds, afin de passer ensemble les derniers instants de l'univers, observant la disparition rapide des étoiles.
La fin de l'univers est liée à Chuck, 39 ans, alité à l'hôpital, mourant d'une tumeur au cerveau. Sa femme Ginny et leur fils Brian sont à son chevet. Alors que Chuck s'éteint, entouré de sa famille, Ginny lui dit : « 39 belles années. Merci, Chuck ». Pendant ce temps, Marty dit à Felicia : « Je t'aime », tandis que l'univers s'achève brutalement.

### Act Two: Buskers Forever(«Acte Deux: Vive les artistes de rues»)
Neuf mois avant sa mort, Chuck assiste à une conférence bancaire. En se promenant dans la rue, il tombe sur Taylor, une artiste de rue jouant de la batterie. Cette dernière aperçoit Chuck et commence à jouer de la batterie pour lui. Il est poussé à danser sur place, attirant la foule. Janice Halliday, une jeune femme qui s'est fait larguer par son petit ami par SMS, rejoint Chuck et ils dansent ensemble, bien que Chuck soit momentanément gêné par un mal de tête avant de poursuivre, sous la joie de la foule.
Chuck et Janice aident ensuite Taylor à ranger ses affaires et, sur l'insistance de la jeune musicienne, tous trois se partagent les bénéfices. Chuck avoue ne pas savoir pourquoi il a décidé de danser dès qu'il a entendu Taylor jouer. Taylor suggère de former une troupe itinérante, mais Chuck et Janice déclinent et les trois se séparent en s'embrassant. Chuck reprend sa journée, se demandant encore pourquoi il a dansé, mais dans les mois qui suivent, alors que sa santé décline, il a le sentiment que Dieu a créé le monde juste pour cet instant.

### Act One: I Contain Multitudes(«Acte 1: Je Contiens des Multitudes»)
Chuck est alors âgé de 7 ans. Son père et sa mère — alors enceinte d'une petite fille qui devait s'appeler Alyssa — meurent dans un accident de voiture. Le jeune garçon part alors vivre chez ses grands-parents paternels, Albie et Sarah. La brillante Sarah apprend à Chuck à danser, tandis qu'Albie, ironique et cynique, se tourne vers l'alcool après la mort de son fils. Expert-comptable, Albie ne jure que par les mathématiques. Il interdit par ailleurs formellement à Chuck d'entrer dans la coupole qui surplombe leur maison victorienne, insinuant qu'il y a vu des choses effrayantes liées à la mort. À l'école, Chuck demande à son institutrice, Mme Richards, ce que signifie l'expression « Je contiens des multitudes », tirée du poème Song of Myself de Walt Whitman. La jeune femme, idéaliste, explique à Chuck qu'il contient des multitudes, les souvenirs qu'il acquiert au fil de sa vie formant un univers dans sa tête.
Sarah, la grand-mère de Chuck, meurt après s'être effondrée dans un supermarché. Cela aggrave l'alcoolisme d'Albie, qui élève désormais seul le jeune garçon. Inspiré par sa grand-mère, Chuck s'inscrit au programme extrascolaire de danse de son école — Twirlers and Spinners — où il se révèle être le meilleur du club. Il leur apprend même le moonwalk. Il a le béguin pour Cat McCoy, une fille plus âgée et plus grande, qui est souvent sa partenaire au club. Bien qu'elle ait un petit ami, Cat propose à Chuck de danser avec lui lors de la fête d'automne de leur école. Chuck exprime son intérêt pour la danse à son grand-père, mais Albie le repousse et l'encourage à devenir comptable comme lui, lui expliquant que les mathématiques sont importantes et nécessaires en toute chose. Lors de la fête, Chuck est d'abord hésitant, mais décide de se lâcher et de danser avec Cat devant la foule nombreuse, sous les acclamations de tous, y compris de Marty et Felicia, la première étant en réalité enseignante à l'école de Chuck. Après avoir été embrassé par Cat, Chuck danse seul à l'extérieur sur le terrain de l'école, mais il se blesse à la main dans le processus, ce qui forme une cicatrice.
Des années plus tard, Chuck est à nouveau confronté à la mort avec le décès d'Albie. Désormais adolescent, il hérite de tout, y compris de leur maison. Ses grands-parents maternels, qui vivent à Omaha lui demandent d'emménager chez eux. Mais Chuck veut rester ici jusqu'à la fin de ses études. Ils viennent s'installer jusqu'à son départ à l'université. Désormais en possession de la clé de la coupole, Chuck décide finalement d'y entrer. Dans sa pièce, initialement vide, il voit une apparition de lui-même sur son lit de mort, adulte. Il l'identifie grâce à sa cicatrice. Malgré cela, Chuck rejette sa vision et promet de vivre pleinement, déclarant : « Je suis merveilleux, je mérite d'être merveilleux et je porte en moi une multitude de personnes. »

## Fiche technique
Sauf indication contraire, les informations mentionnées dans cette section peuvent être confirmées par la base de données cinématographiques IMDb,  présente dans la section « Liens externes ».
- Titre français : Life of Chuck
- Titre québécois : La vie de Chuck[1]
- Titre original : The Life of Chuck
- Réalisation : Mike Flanagan
- Scénario : Mike Flanagan, d'après le roman La Vie de Chuck de Stephen King
- Musique : The Newton Brothers
- Montage : Mike Flanagan
- Costumes : Terry Anderson
- Photographie : Eben Bolter
- Production : Mike Flanagan et Trevor Macy

Production déléguée : Elan Gale, D. Scott Lumpkin, Melinda Nishioka, Molly C. Quinn et Matthew M. Welty
- Sociétés de production : Intrepid Pictures, QWGmire et Red Room Pictures
- Sociétés de distribution : Neon (Etats-Unis), FilmNation Entertainment (international), Nour (France)[2]
- Pays de production :  États-Unis
- Langue originale : anglais
- Format : couleur
- Genre : drame, fantastique
- Durée : 110 minutes
- Dates de sortie[3] :
  - Canada : 6 septembre 2024 (festival de Toronto)
  - Canada : 30 mai 2025[4]
  - États-Unis : 6 juin 2025 (sortie limitée)
  - France : 11 juin 2025[2]
  - États-Unis : 13 juin 2025

## Distribution
- Tom Hiddleston (VF : Alexis Victor) : Charles "Chuck" Krantz
- Jacob Tremblay : Chuck (17 ans) / Brian, le fils de Chuck
- Benjamin Pajak (VF : Sacha Tomassian) : Chuck (11 ans)
- Cody Flanagan : Chuck (7 ans)
- Chiwetel Ejiofor (VF : Frantz Confiac) : Marty Anderson
- Karen Gillan (VF : Laëtitia Lefebvre) : Felicia Gordon
- Mia Sara (VF : Nathalie Homs) : Sarah, la grand-mère de Chuck
- Carl Lumbly (VF : Emil Abossolo-Mbo) : Sam Yarbrough
- Mark Hamill (VF : Dominique Collignon-Maurin) : Albie, le grand-père de Chuck
- David Dastmalchian (VF : Olivier Augrond) : Josh
- Harvey Guillén : Hector, le père d'un élève de Marty
- Michael Trucco : le père de Dylan
- Q'orianka Kilcher : Ginny Krantz
- Matthew Lillard (VF : Boris Rehlinger) : Gus Wilfong, le voisin de Marty
- Rahul Kohli (VF : Mhamed Arezki) : Bri
- Violet McGraw : Lily
- The Pocket Queen (VF : Esthèle Dumand) : Taylor Franck
- Annalise Basso : Janice Halliday
- Trinity Bliss : Cat McCoy
- Kate Siegel (VF : Aude Saintier) : Miss Richards
- Samantha Sloyan (VF : Sabrina Marchese) : Miss Rohrbacher
- Heather Langenkamp : Vera Stanley
- Antonio Raul Corbo : Brian Krantz
- Molly C. Quinn (VF : Amandine Bataille) : la mère de Chuck
- Nick Offerman (VF : Christian Gonon) : le narrateur
- Carla Gugino : la voix-off de la télévision
- Hamish Linklater : le reporter américain
- Lauren LaVera : le reporter italien
- Carl Sagan (VF : Michael Aragones) : lui-même (non crédité)

Carton de doublage[source insuffisante]
- Version française : EVA France
- Adaptation : Marc Girard-Igor
- Direction artistique : Yann Peira
- Enregistrement : Sébastien Moreaux
- Montage : Eric Dussolier
- Mixage : Léopold Cuzin
- Gestion de projet : Sophie Csiacsek

## Production
L'adaptation du roman court La Vie de Chuck de Stephen King est annoncée en mai 2023, avec Tom Hiddleston et Mark Hamill. Mike Flanagan, qui avait déjà réalisé d'autres films adaptés d’œuvres de l'écrivain — Jessie (2017) et Doctor Sleep (2019) — est annoncé comme réalisateur. Le projet est présenté comme proche du ton d'autres adaptations de Stephen King comme Stand by Me (1986), Les Évadés (1994) et La Ligne verte (1999).
Le tournage débute en Alabama en 2023, malgré la grève SAG-AFTRA. La production est autorisée à se tenir en octobre grâce à un accord avec le syndicat des acteurs. Chiwetel Ejiofor, Karen Gillan et Jacob Tremblay sont alors annoncés. Mike Flanagan annonce lui-même le reste des acteurs quelques jours plus tard en novembre 2023. Les prises de vues s'achèvent le 16 novembre 2023.

## Sortie et accueil

### Dates de sortie
Le film est présenté en avant-première au festival international du film de Toronto en septembre 2024.
Le film connait une sortie limitée dans les salles américaines le 6 juin 2025, avant une sortie nationale la semaine suivante,,.

### Critique
Sur le site d'agrégation de critiques Rotten Tomatoes, le film obtient 81% d'avis favorables, pour 129 critiques. Le consensus suivant résumé les avis collectés : « Montrant un côté plus doux du registre émotionnel profondément ressenti du réalisateur Mike Flanagan, The Life of Chuck est une adaptation joyeuse et souvent merveilleuse de l'un des contes les plus optimistes de Stephen King. » Sur le site Metacritic, qui utilise une moyenne pondérée, le film obtient la note de 66⁄100 pour 28 critiques. En France, le site Allociné donne une moyenne de 4,1⁄5, d'après l'interprétation de 34 critiques de presse.

### Box-office
| Pays ou région | Box-office      | Date d'arrêt du box-office | Nombre de semaines |
| -------------- | --------------- | -------------------------- | ------------------ |
| France         | 251 563 entrées | en cours                   | 5                  |
| Total mondial  |                 | -                          | -                  |

## Distinction
- Festival international du film de Toronto 2024 : People's Choice Award[17],[18]

## Commentaire
La version française du film marque le tout dernier doublage de Dominique Collignon-Maurin (voix de Mark Hamill dans le film) avant son décès, le 4 août 2025.